# Humberto Minutti
Humberto Jorge Minutti (Buenos Aires, 14 febbraio 1952) è un ex calciatore argentino, di ruolo difensore.

## Carriera
Nel 1973 fa parte della rosa del Boca Juniors, club della prima divisione argentina, con cui non scende però mai in campo in partite di campionato; il suo esordio in questo torneo avviene invece nel 1974, annata in cui gioca 12 partite con l'Atlanta.
Nel 1975 si trasferisce all'Argentinos Juniors, altro club della prima divisione argentina: qui per la prima volta in carriera si guadagna il posto da titolare, che mantiene per un quinquennio: tra il 1975 ed il 1979 totalizza infatti complessivamente 166 partite ed una rete (la sua unica in carriera nella prima divisione argentina) in incontri di campionato con i Bichos Colorados.
Nel 1980 si trasferisce al San Lorenzo, con cui trascorre un'ultima stagione da professionista, giocando 9 partite nella prima divisione argentina.